# Индијан Шорс (Флорида)
Индијан Шорс (енгл. Indian Shores) град је у америчкој савезној држави Флорида. По попису становништва из 2010. у њему је живело 1.420 становника.

## Демографија
Према попису становништва из 2010. у граду је живело 1.420 становника, што је 285 (16,7%) становника мање него 2000. године.
| Група             | 2000.         | 2010.         |
| Белци             | 1.621 (95,1%) | 1.302 (91,7%) |
| Афроамериканци    | 4 (0,2%)      | 6 (0,4%)      |
| Азијати           | 7 (0,4%)      | 17 (1,2%)     |
| Хиспаноамериканци | 59 (3,5%)     | 85 (6,0%)     |
| Укупно            | 1.705         | 1.420         |